# Joan Crawford
Pour les articles homonymes, voir Lesueur et Crawford.
Joan Crawford, nom de scène de Lucille Fay LeSueur, est une actrice et productrice américaine née le 23 mars 1904 à San Antonio (Texas) et morte le 10 mai 1977 à New York (État de New York). Star emblématique de l'âge d’or d'Hollywood, elle a été l’une des actrices américaines dont la carrière a été la plus longue. Celle-ci couvre ainsi, sur plus de quarante ans, les différentes époques des grands studios américains, du cinéma muet jusqu'aux années 1960. Elle joua les filles délurées (les « flappers ») des années folles, les jeunes femmes arrivistes dans les années 1930, les victimes dans des mélodrames des années 1940 et 1950.
Elle commence sa carrière en tant que danseuse dans des compagnies théâtrales itinérantes avant de faire ses débuts à Broadway. Elle signe un contrat cinématographique avec la Metro-Goldwyn-Mayer en 1925. Initialement frustrée par la taille et la qualité de ses rôles, elle se construit une image de garçonne de renommée nationale à la fin des années 1920. Dans les années 1930, la renommée de Crawford rivalise avec celle de ses collègues de la MGM Norma Shearer et Greta Garbo. Crawford incarne souvent des jeunes femmes travailleuses qui trouvent l'amour et la fortune. Ces histoires « de la misère à la richesse » sont bien accueillies par le public de l'époque de la Grande Dépression et sont populaires auprès des femmes. Crawford devient l'une des actrices de cinéma les plus en vue d'Hollywood et l'une des femmes les mieux payées des États-Unis, mais le succès de ses films commence à décliner. À la fin des années 1930, elle est qualifiée de « poison au box-office ».
Après une absence de près de deux ans à l'écran, elle fait son retour en jouant dans Le Roman de Mildred Pierce (1945) pour lequel elle remporte l'Oscar de la meilleure actrice. En 1955, elle s'implique dans la Pepsi-Cola Company, grâce à son mariage avec le président de la société Alfred Steele (en). Après la mort de celui-ci en 1959, elle est élue pour combler le poste vacant de son mari au conseil d'administration, mais est contrainte à la retraite en 1973. Elle continue à jouer régulièrement au cinéma et à la télévision tout au long des années 1960, lorsque ses rôles deviennent moins nombreux. Après la sortie du film d'horreur L'Abominable Homme des cavernes en 1970, elle quitte le cinéma. Elle se retire de la vie publique et devient de plus en plus recluse jusqu'à sa mort en 1977.
Crawford s'est mariée quatre fois. Ses trois premiers mariages se sont terminés par un divorce. Le dernier s'est terminé avec la mort de son mari Alfred Steele. Elle a adopté cinq enfants, dont l'un a été récupéré par sa mère biologique. Les relations de Crawford avec ses deux enfants aînés, Christina (en) et Christopher, sont houleuses. Crawford déshérite les deux et, après sa mort, Christina publie des mémoires intitulés Cette chère Maman (en) qui la dépeignent comme une mère cruelle, déséquilibrée et alcoolique.

## Biographie

### Les débuts

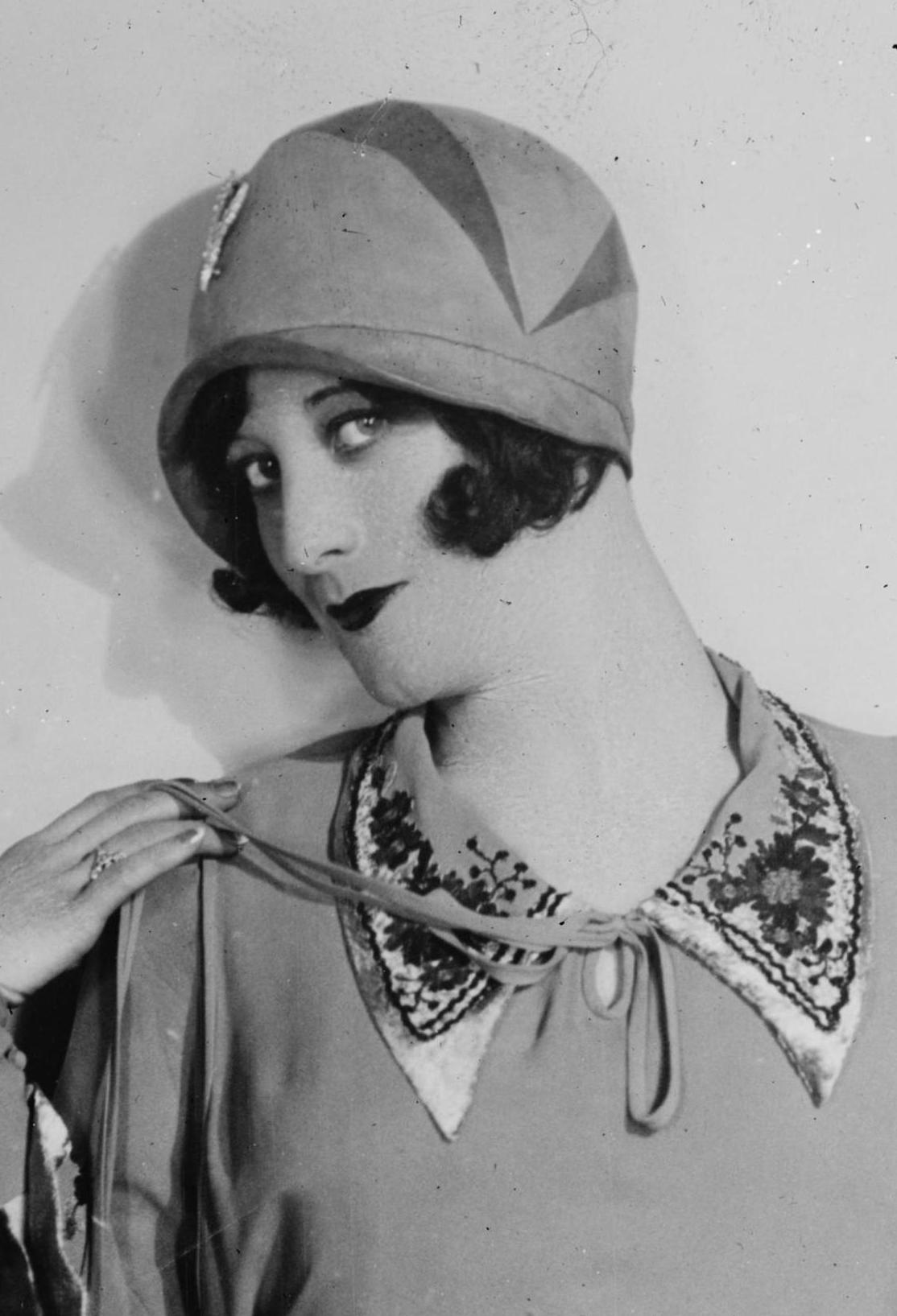
Joan Crawford dans les années 1920

D’origine modeste et de parents séparés avant sa naissance, Lucille Fay LeSueur se passionne pour la scène et le spectacle dès son plus jeune âge(son beau-père, qui quitte également sa mère, est propriétaire d’un théâtre à Lawton en Oklahoma). Elle adopte, en même temps que le pseudonyme de son beau-père, un nom de scène : Billie Cassin.
Elle effectue une scolarité décousue. Âgée d’à peine douze ans, elle effectue divers travaux ménagers, elle travaille dans une blanchisserie puis comme vendeuse et comme serveuse de restaurant. Battue par ses proches et humiliée dans sa vie quotidienne, la jeune femme ravale sa fierté et n’a qu’une idée en tête : sortir de la misère. Elle cultive sa passion, la danse, et continue à prendre des cours et passer des castings.
Elle finit par devenir girl, danseuse de revue et cabaret dans une troupe de théâtre, et reprend son nom de Lucille LeSueur. Elle se produit successivement dans un hôtel de Kansas City en 1921, dans la revue d’Ernie Young à Chicago en 1923, à Détroit puis à Broadway en 1924 où elle devient spécialiste des danses à la mode (le charleston et le black bottom).
Après un an de mariage, elle divorce de son premier mari, James Welton en 1924. C’est en gagnant un concours de danse qu’elle se fait remarquer par un responsable de la Metro-Goldwyn-Mayer, Harry Rapf qui lui propose de tenter sa chance au cinéma en lui faisant passer un test.

### Les années MGM

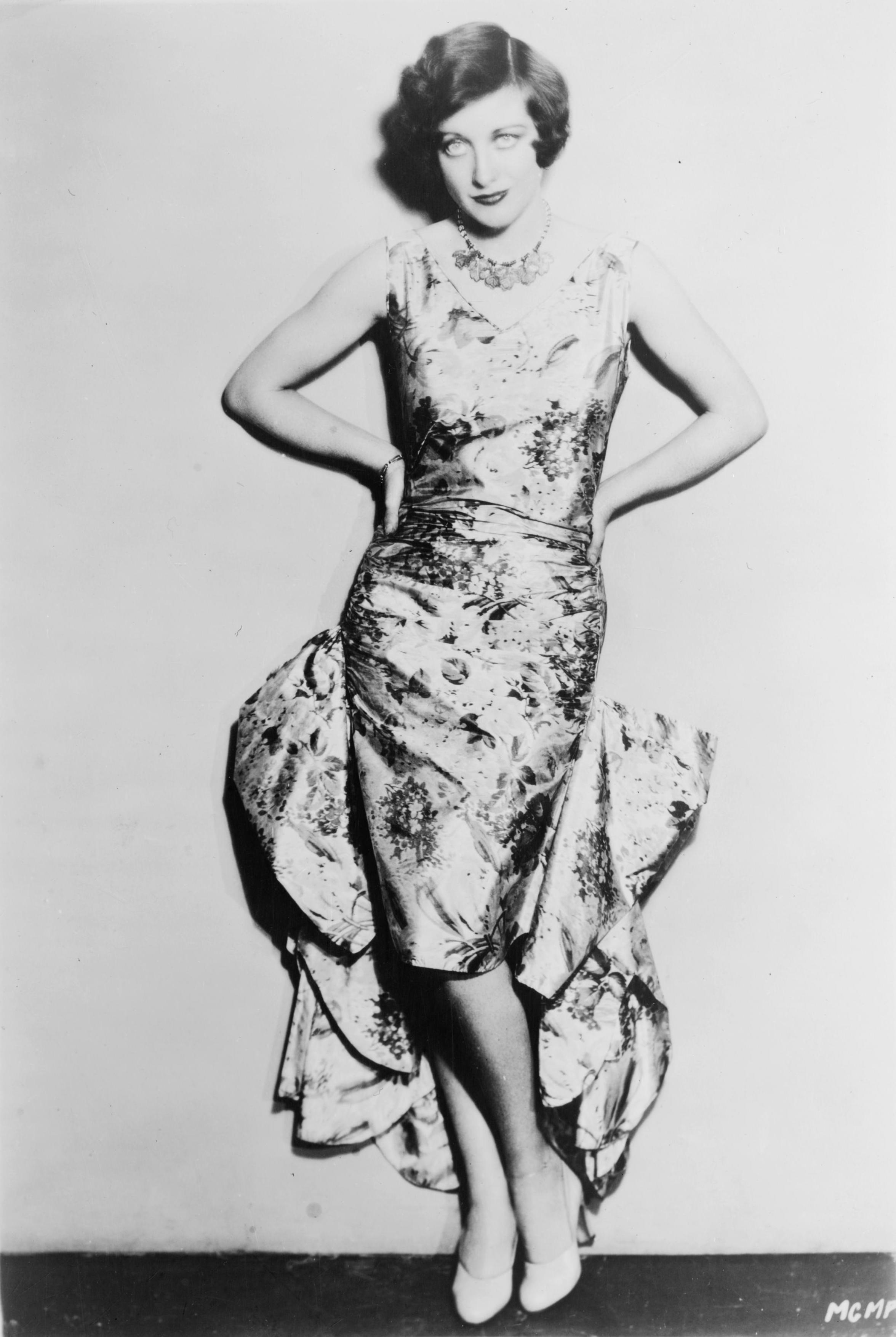
Joan Crawford à l'avènement du parlant.

Elle commence à 17 dollars la semaine pour la MGM, double l'actrice Norma Shearer qui deviendra sa rivale attitrée et multiplie les figurations. Elle tourne en 1925 dans Pretty Ladies et obtient son premier rôle important dans Vieux Habits, Vieux Amis. Mais son nom ne convient pas : un concours national est lancé pour lui trouver un pseudonyme et la voilà rebaptisée Joan Crawford. La transformation peut commencer.
Elle tourne dans plus de vingt films muets en quatre ans dont Plein les bottes avec Harry Langdon, L'Inconnu de Tod Browning avec Lon Chaney, Un soir à Singapour avec Ramon Novarro. Ambitieuse et impatiente de réussir, elle veut progresser. Elle assiste à d’autres tournages, elle fréquente leurs réalisateurs et les stars de l’époque, mais ça n’avance pas assez vite à son goût. « Comment décrocher un bon rôle quand Norma Shearer couche avec le patron ? » dira Joan Crawford. L'actrice Norma Shearer était en effet mariée à Irving Thalberg, le grand producteur de la MGM. Crawford trouve enfin le succès et la consécration dans le role d'une flapper dans Les Nouvelles Vierges de Harry Beaumont, rôle initialement prévu pour Clara Bow. Film symbolique sur l’ère du jazz qui bat alors son plein, elle y incarne une jeune fille « moderne », cheveux courts, buvant sec et changeant de partenaires masculins avec désinvolture. Elle y gagne ses galons de star.
Dès lors, Louis B. Mayer, le directeur de la MGM, la bichonne et lui achète une maison et une voiture de luxe. La transformation continue ; on la coule dans un moule et on lui crée une image de toutes pièces. Les esthéticiennes des studios se mettent au travail. «…Elle copie l’allure de Gloria Swanson et se fait la bouche de Mae Murray. Elle accentue le relief de ses pommettes, épile et arque ses sourcils. Elle subit des interventions chirurgicales à la mâchoire pour redresser ses dents. L'émail si blanc de ses dents est le résultat de ces longues et douloureuses opérations. Elle se soumet à des régimes stricts et à un entraînement physique sévère. ». Elle est confiée aux bons soins du brillant costumier Adrian, qui se charge, en 1929, de créer le style « Crawford » : glamour et sexy. Jusqu’en 1943, il dessina toutes ses toilettes à l’écran et presque toutes celles qu’elle porta à la ville. Il dira d'elle : « Joan est quelqu’un de très hardi et de très déterminé. C’est pourquoi elle est copiée. Il n’y a rien de négatif chez elle. Alors des milliers de femmes sont forcées de l’imiter, non seulement parce qu’elles sont persuadées qu’elles peuvent lui ressembler mais aussi parce qu’elles espèrent pouvoir acquérir ce tempérament positif qui contribue à son rayonnement. ». Un jour, enfin, elle « trouve » son personnage : lèvres charnues soulignées d’un rouge à lèvres agressif, œil et cils maquillés de façon à approfondir le regard, sourcils épais. Le photographe George Hurell aide à modeler sa nouvelle image. Elle sera transformée en une des plus grandes légendes de l’écran noir et blanc par la grâce de la machine à fabriquer les stars qu’est la MGM.

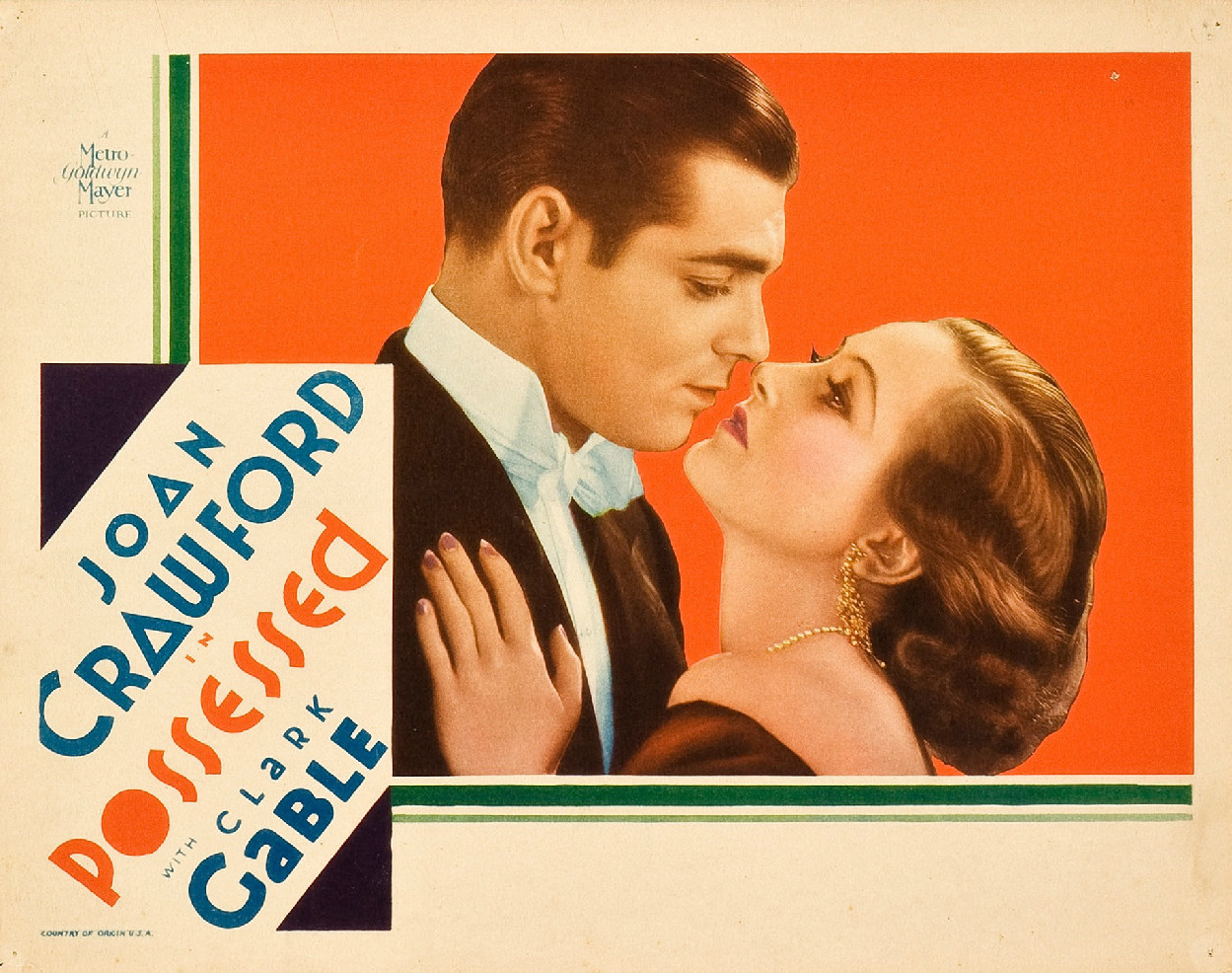
Clark Gable et Joan Crawford dans Fascination.

En 1929, elle passe avec succès « l’examen » du parlant avec Indomptée de Jack Conway. À cette époque, Joan Crawford est l'épouse de Douglas Fairbanks Jr. (le mariage eut lieu à l'église Saint-Malachie du Theater District à New York), relation qui fait les choux gras de la presse du cœur. Grâce à lui, elle pénètre dans les milieux les plus fermés de la haute société hollywoodienne. Bien que les célèbres père et belle-mère de son mari, Douglas Fairbanks et Mary Pickford, n’approuvent pas leur mariage, on la voit souvent à Pickfair, le domaine des Fairbanks, haut lieu du « beau monde » cinématographique.

Les rôles de Greta Garbo et Norma Shearer l'attirent : aussi, quand cette dernière, enceinte, doit s'arrêter, elle la remplace dans Paid en 1930. Joan Crawford gagne alors autant d’argent que ses deux stars rivales de la MGM. Garbo est d’ailleurs troublée par cette jeune star risquant de l’éclipser, dans le film d’Edmund Goulding de 1932, Grand Hotel, réunissant quelques-unes des plus grandes stars de la MGM et où Joan Crawford prouve que son jeu peut rivaliser avec celui de Garbo. Dans les années 1930, elle va ainsi culminer au box-office.

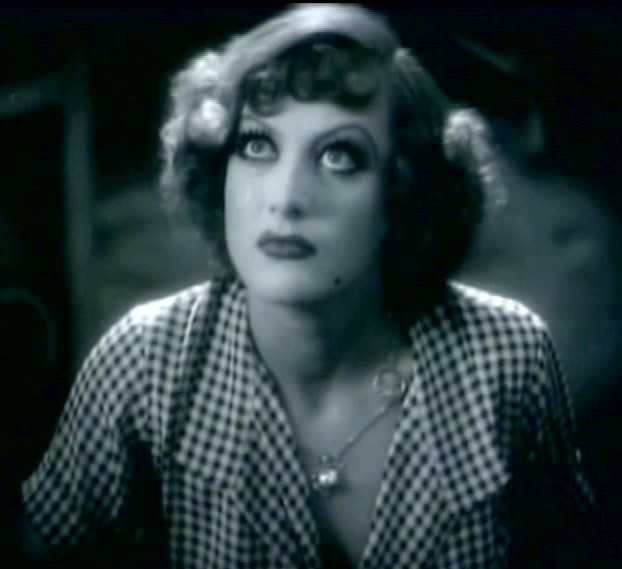
Pluie (1932)

 Au moment de la « Grande Dépression » des années 1930, Joan Crawford incarne dans une série de films des personnages « au quotidien » auxquels les spectateurs peuvent s’identifier, contrairement aux inaccessibles stars du muet. Ce sont des rôles de jeunes vendeuses ou d’employées faisant leur chemin dans la vie malgré les difficultés et qui atteignent un niveau social élevé tout en vivant dans le regret et le remords d’avoir renié leurs origines modestes, dans des films comme : Fascination de Clarence Brown avec Clark Gable, Le Tourbillon de la danse (1933) de Robert Z. Leonard avec de nouveau Clark Gable, Vivre et aimer (1934) de Clarence Brown et surtout Mannequin (1937) de Frank Borzage avec Spencer Tracy (avec qui elle aura une liaison brève et torride). Dans ce rôle, Joan Crawford donne une de ses meilleures interprétations. Sortant tout juste d'une liaison secrète et intense avec Myrna Loy dont il était fou amoureux, Spencer Tracy jette son dévolu sur Joan Crawford. Cette dernière, durant sa liaison avec lui pendant le tournage de Mannequin, est incommodée par l'alcoolisme de l'acteur, gênant leur relation. Elle a reconnu qu'il était un grand acteur, mais que son « alcoolisme était un vrai problème », rendant impossible un second film avec lui.
Pendant cette période, elle forme avec Clark Gable le couple idéal et explosif de la MGM. « […] M. Mayer avait flairé dans le courant qui passait entre Clark et moi la possibilité de réaliser un gros boom financier […] Les films que nous tournions faisaient tous recette… ». Ils jouèrent ensemble dans huit films, de genres variés : des mélodrames comme La Pente, leur premier film ensemble, La Pécheresse, Fascination (Possessed) ; un drame sentimental La Passagère ; un film musical Le Tourbillon de la danse ; des comédies légères Souvent femme varie, Loufoque et Cie et même un film d’aventure carcérale Le Cargo maudit. L’actrice évoquera également une liaison avec l’acteur.

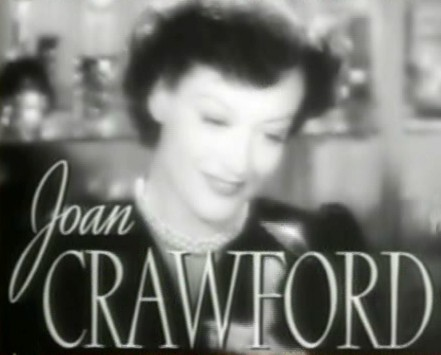
Joan Crawford dans Femmes, sa robe très épaulée a été créée par le costumier attitré de la MGM Adrian.

Divorcée de Douglas Fairbanks Jr. en 1933, elle épouse l'acteur Franchot Tone en 1935, qu’elle impose dans plusieurs de ses films. Mais la magnifique mécanique s’enraye et à la fin des années 1930, le succès n'est plus au rendez-vous. Trop cantonnée dans des rôles de jeune fille pauvre et ambitieuse, dans les mélodrames typiques de la « Grande dépression », l’actrice a du mal à se renouveler. Malgré quelques essais, elle est mal à l’aise dans la screwball comedy (comédie loufoque) et trop moderne pour les films à costumes. On la qualifie de « calamité pour le box-office ». La MGM qui a reconduit son contrat à 300 000 dollars par an (pour cinq années) s'inquiète.
Marcel Pagnol a, pendant un moment, pensé à l'engager pour le rôle d'Aurélie dans La Femme du boulanger, et a contacté son agent ; comme elle ne parlait pas le français, il a réduit ses répliques au minimum, avant de confier finalement le rôle à Ginette Leclerc. Femmes de George Cukor, en 1939, lui rend pour un moment la confiance de son public. Avec son casting exclusivement féminin, le film la confronte, pour la dernière fois, à sa grande rivale Norma Shearer. On peut citer dans cette fin de règne à la MGM : Le Cargo maudit de Frank Borzage où Joan Crawford retrouve pour la dernière fois son partenaire favori, Clark Gable, et deux films de George Cukor, Il était une fois et Suzanne et ses idées. Les films suivants sont des échecs et sa carrière à la MGM s’effondre. En 1943, elle quitte par « la petite porte » la compagnie après 18 ans de bons et loyaux services.

### Les années Warner Bros
Après avoir fait le siège de la Warner Bros, la compagnie lui ouvre ses portes avec l’idée surprenante d’en faire la rivale de la grande star maison, Bette Davis, un choix sans doute prescrit pour calmer les revendications de cette exigeante actrice qui avait eu bien des conflits avec Jack Warner, le patron de la compagnie, et peut-être même pour lui succéder. Les deux actrices entretiendront cette animosité dans leur vie de longues années durant.

#### Le Roman de Mildred Pierce

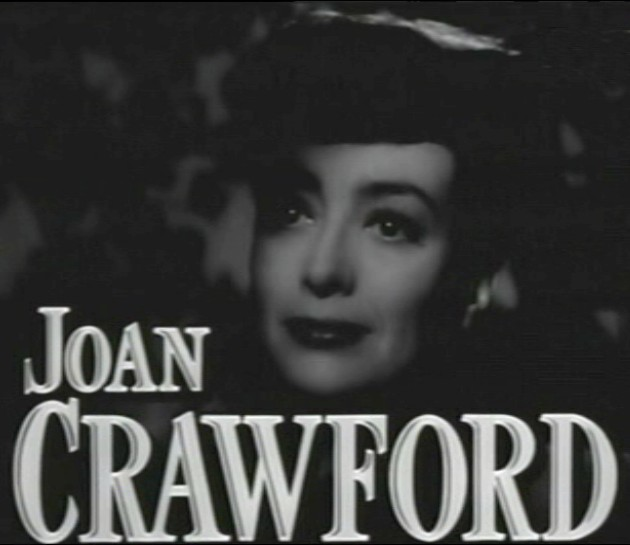
Joan Crawford dans Le Roman de Mildred Pierce.

Joan Crawford va prendre son temps et examiner les projets qu’on lui propose pour réussir son retour. C’est sur un scénario rejeté par Bette Davis et Barbara Stanwyck qu’elle va faire son choix. Et bien qu’elle soit au creux de la vague, Crawford va réaliser un come-back retentissant avec Le Roman de Mildred Pierce, en 1945. Un rôle dont elle hérite à la suite des désistements de nombreuses actrices qui, comme Ann Sheridan, Olivia de Havilland, Joan Fontaine ou Rosalind Russell, étaient engagées dans d'autres projets. Sa meilleure amie et confidente, Myrna Loy, elle aussi contactée, renonce au rôle, après avoir repris clandestinement sa liaison amoureuse avec Spencer Tracy auprès de qui elle veut jouer dans un film Le maître de la prairie,,. Les actrices sollicitées étant indisponibles, Myrna Loy étant enlacée à son amant, Joan Crawford a désormais le chemin libre pour s'investir dans ce projet. Ce film, un mélange de mélodrame et de film noir, est l’histoire d’une mère désenchantée ; il est réalisé de façon magistrale par Michael Curtiz et rarement Crawford est aussi émouvante et ce, malgré ses rapports difficiles avec le cinéaste. C’est le succès critique et public, avec une recette de cinq millions de dollars. James Cain, auteur du roman dont est adaptée l'œuvre, ému par sa prestation, lui offre un exemplaire, relié de cuir, de son ouvrage avec une dédicace : « À Joan Crawford, ma gratitude éternelle à celle qui donna vie à Mildred comme j’avais toujours espéré ». Michael Curtiz, lui-même, reconnaît s'être trompé sur son compte. Crawford déclare : « Le personnage que je jouais dans le film était un mélange des rôles que j’avais joués précédemment et d’éléments provenant de ma propre personnalité et de mon propre caractère. Pas tellement d’ailleurs la souffrance, car je crois trop à la Christian Science pour souffrir des heures et des heures. Mais mes univers professionnel et personnel avaient tant évolué... Des amis étaient morts ou partis... Le public lui-même ne semblait plus savoir ce qu’il souhaitait... Les compagnies cinématographiques avaient de plus en plus de problèmes. Mes jours dorés et souvent glorieux s’étaient achevés et Mildred Pierce apparaissait comme une sorte de célébration amère de la fin. ». Elle reçoit la consécration avec l’Oscar de la meilleure actrice et sa carrière redémarre. La Warner lui signe un contrat pour sept ans à deux cent mille dollars par film. Le soir de la cérémonie des Oscars, Joan Crawford prétexte une pneumonie, et c’est alitée, parfaitement pomponnée, qu’elle reçoit la précieuse statuette.
Son film suivant, Humoresque, confirme la résurrection de la star et dès lors, toutes ses apparitions se soldent par un succès commercial : Femme ou maîtresse d’Otto Preminger, La Possédée (1947), Boulevard des passions (1950) de Michael Curtiz, L'Esclave du gang, Le Masque arraché (1952).
En 1952, Joan Crawford quitte la Warner et devient indépendante.

### Le chant du cygne
Elle revient triomphale à la MGM en 1953, après dix années d’absence, pour tourner un film musical La Madone gitane. Mais surtout, elle tourne Johnny Guitare en 1954, western baroque et flamboyant, un film de Nicholas Ray qui lui offre un de ses plus beaux rôles, celui de la farouche Vienna, tenancière de saloon. Toutefois, elle se comporte de manière odieuse lors du tournage de Johnny Guitare. Elle continue de tourner dans des mélodrames, ces « films de femmes » qui sont maintenant rivées devant le petit écran et le préfèrent au grand. De plus, avec l’âge, les rôles se font de plus en plus rares.

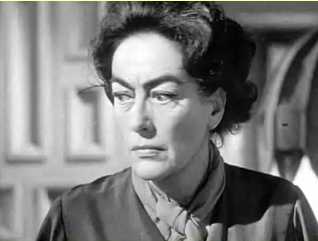
Qu'est-il arrivé à Baby Jane ?

Joan Crawford tourne son chant du cygne en 1962 avec Robert Aldrich dans Qu'est-il arrivé à Baby Jane ? face à Bette Davis, les deux actrices y jouent deux sœurs ennemies. Confrontées pour la première fois, la rencontre des deux monstres sacrés est terrible et vire à un véritable affrontement. Lors de la cérémonie des Oscars 1963, Crawford monte sur scène pour recevoir l'Oscar de la meilleure actrice attribué à Anne Bancroft (absente de la cérémonie) et fait ainsi un de pied de nez à sa rivale Bette Davis qui était pressentie pour la statuette. Mais le film est un succès et il redonne aux deux stars une renommée internationale. C'est un tel triomphe qu'une nouvelle production les réunissant est entreprise en 1965, Chut... Chut, chère Charlotte. Mais Joan Crawford tombe malade et déclare forfait. C’est Olivia de Havilland qui la remplace auprès de Bette Davis.
En 1968, alors que sa fille Cristina elle-même actrice est en convalescence à l'hôpital après une opération d'urgence, Joan Crawford demande à la « remplacer » dans le feuilleton télévisé The Secret Storm, sans lui en parler. Elle apparaît ainsi dans quatre épisodes durant lesquels l'audience augmente de 40 %.
Elle joue par la suite dans des films d’horreur et travaille beaucoup pour la télévision. Elle est dirigée en 1969 par Steven Spielberg dans l'épisode The Eyes, un des trois épisodes pilotes de Night Gallery. Après un dernier film en Grande-Bretagne en 1970, Trog, elle met un terme à sa carrière.
Joan Crawford meurt dans son appartement de l'Upper East Side de Manhattan à New York, le 10 mai 1977, d'un infarctus du myocarde, alors qu'elle souffrait d'un cancer du pancréas.
Selon sa volonté, elle est incinérée et ses cendres sont placées au Cimetière de Ferncliff dans le comté de Westchester à côté de son dernier mari, Alfred Steele.

### Vie privée
Selon certaines sources, notamment dans le livre de sa fille adoptive Christina, Joan Crawford aurait été bisexuelle,. Comme d'autres acteurs dans ce cas, elle aurait dû cacher son orientation sexuelle afin de préserver sa popularité. Un livre paru en 2012 affirme qu'elle aurait eu une relation avec Marilyn Monroe, information confirmée par les confidences faites par Marilyn  Monroe à son psychiatre Ralph Greenson. Ces informations sont réfutées par d'autres de ses biographes (pour Donald Spoto, aucun document ne viendrait confirmer ces rumeurs).
Après un troisième mariage avec l’acteur Phillip Terry de 1942 à 1946, elle épouse le PDG de Pepsi-Cola, Alfred Steele (en), en 1955. Il lui lègue la société, à sa mort en 1959, et elle s’installe au comité de direction de la multinationale pendant quinze ans.
N'ayant pu avoir d’enfants, l’actrice avait adopté trois filles, Christina (1939-) adoptée en 1940, les jumelles Kathy (1947–2020) et Cindy (Cindy, 1947–2007) adoptées en 1947, ainsi qu'un premier garçon, Christopher, adopté en 1942, qui est bientôt récupéré par sa mère biologique puis un autre garçon, également prénommé Christopher (1942–2006) adopté en 1943. Christina, déshéritée comme son frère Christopher, de toute part de l'héritage de deux millions de dollars, publie en 1979, après la mort de sa mère, une biographie Maman très chère (Mommie Dearest), très critique sur sa manière d'éduquer ses enfants, qui est un succès commercial mais est contesté par d'autres enfants de Crawford et certains de ses amis. Le livre fera l’objet d’une adaptation cinématographique avec Faye Dunaway dans le rôle de Joan Crawford, dépeinte en mère violente et cruelle envers ses deux aînés, Christina et Christopher,.

## Postérité
Pour imaginer la silhouette et le visage de la Reine-sorcière de Blanche-Neige, Walt Disney s'est inspiré de l'actrice.
- En 1981, le groupe de hard rock Blue Öyster Cult évoque les parts d'ombre de l'actrice dans sa chanson Joan Crawford

- En 1981, dans le biopic de Frank Perry, Maman très chère, Faye Dunaway interprète Joan Crawford

- En 2017, dans la série télévisée Feud, de Ryan Murphy, Joan Crawford est interprétée par Jessica Lange

## Filmographie

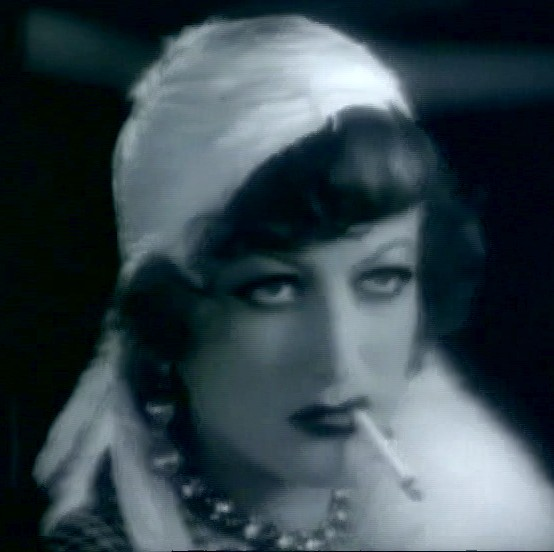
Pluie (1932).

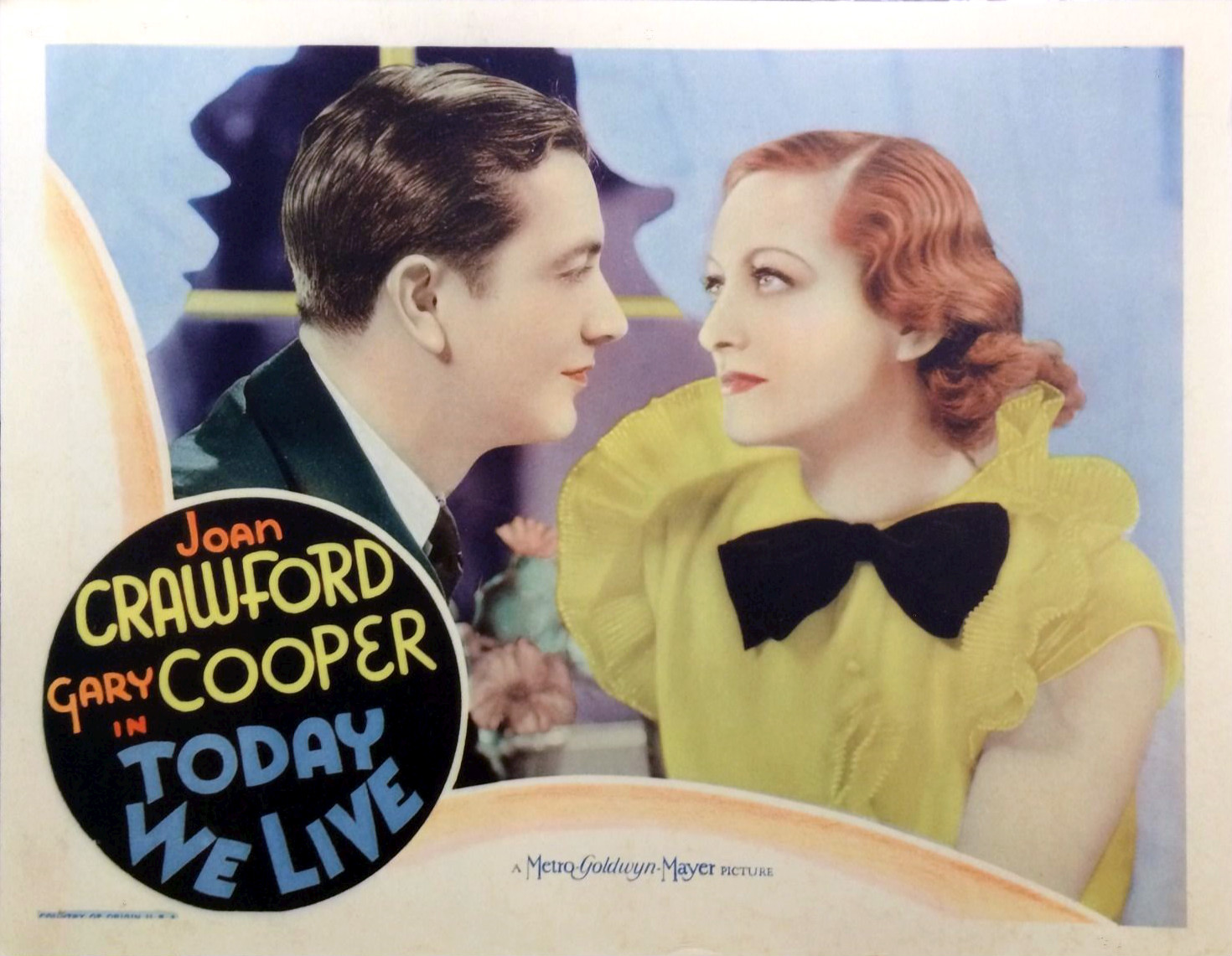
Après nous le déluge (1933).

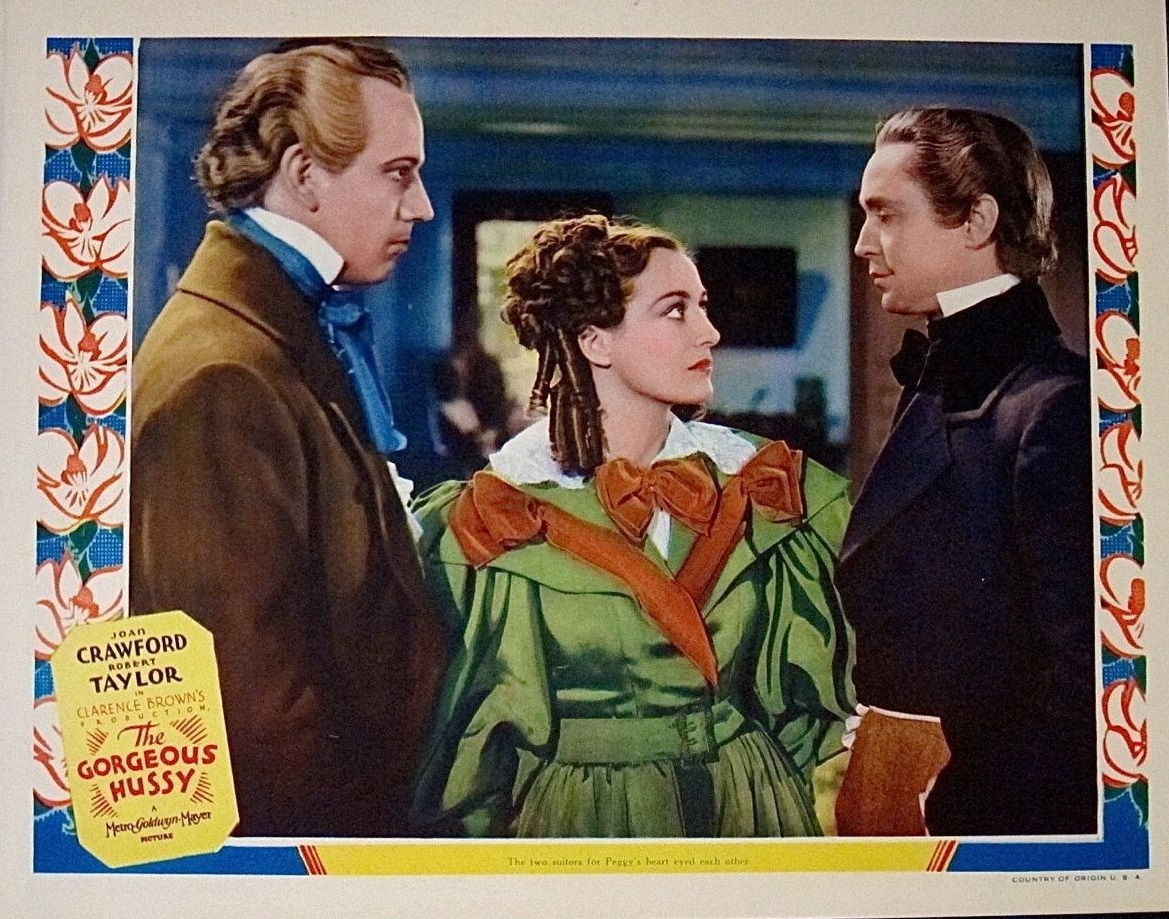
L'Enchanteresse (1936).

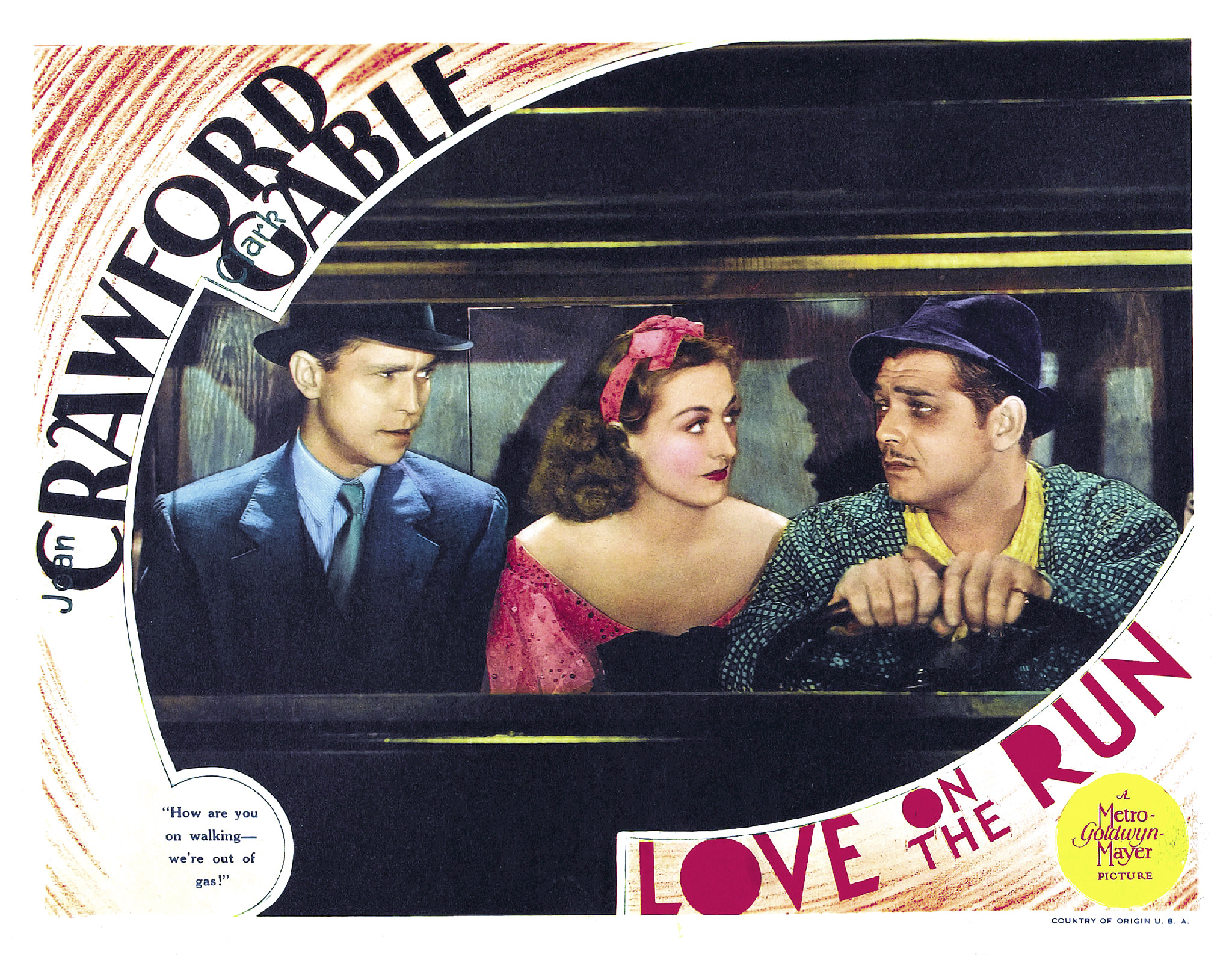
Loufoque et Cie (1936).

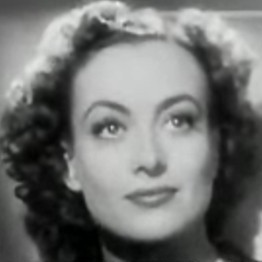
La Fin de Mme Cheyney (1937).

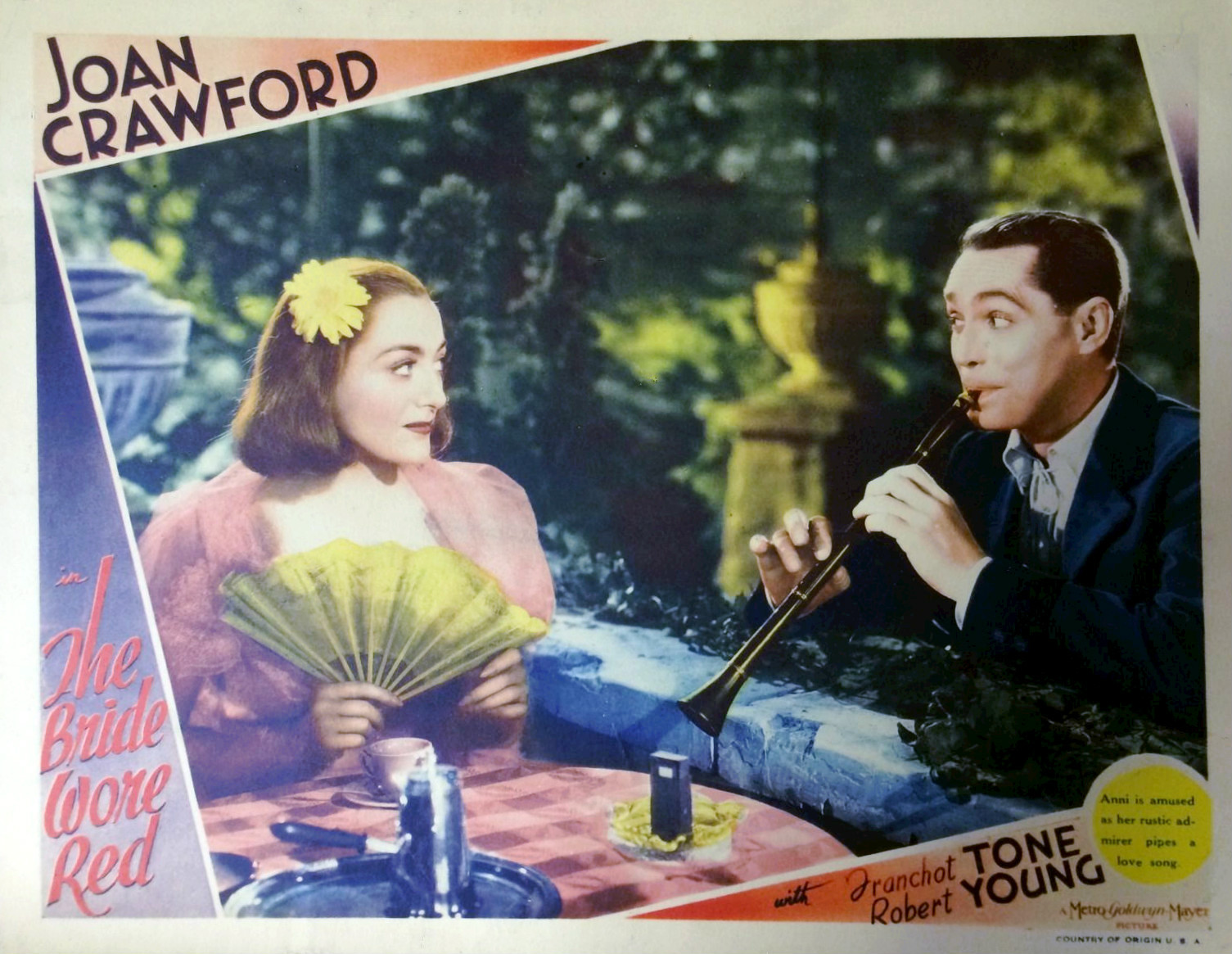
L'Inconnue du palace (1937).

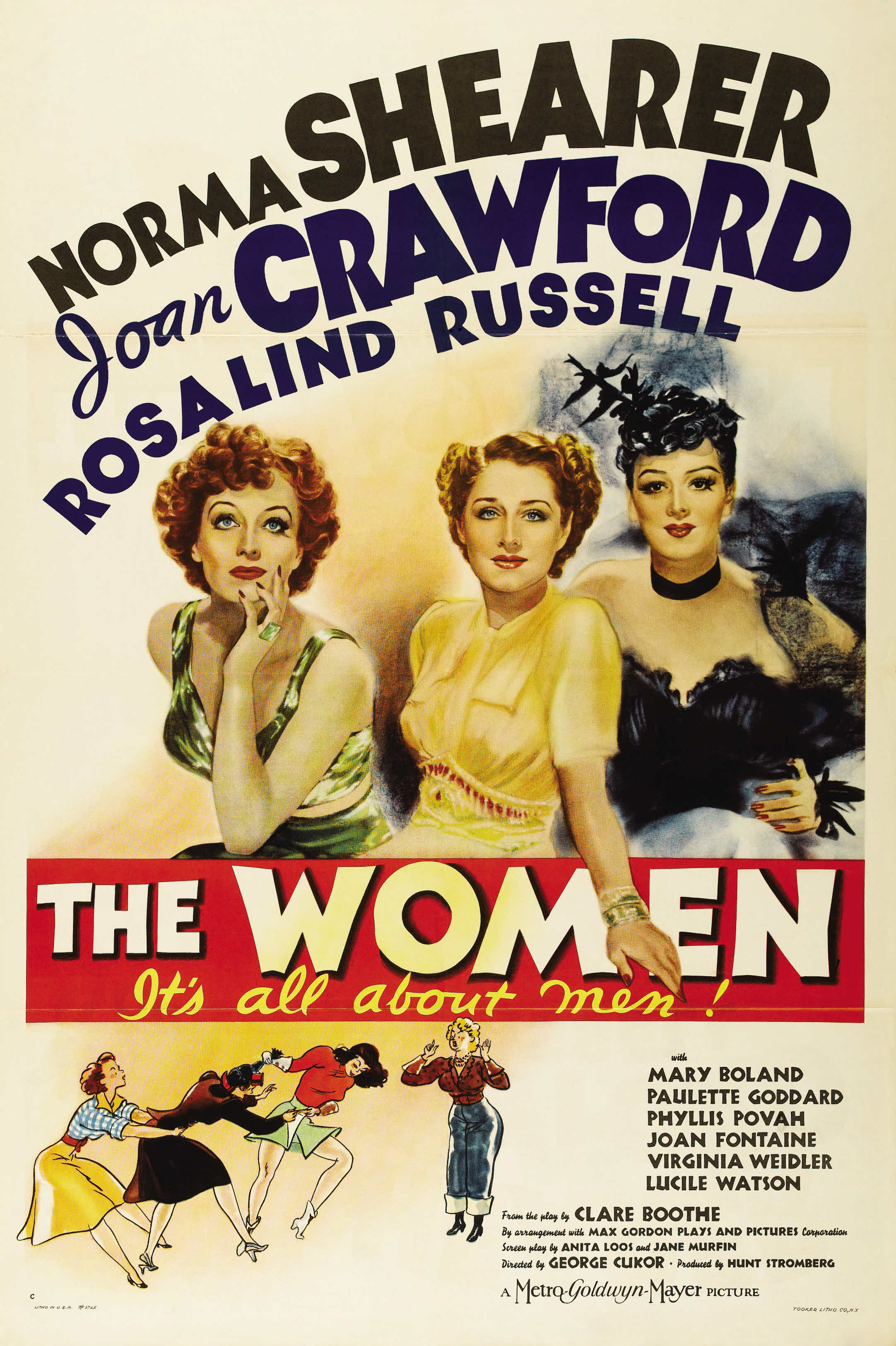
Femmes (1939).

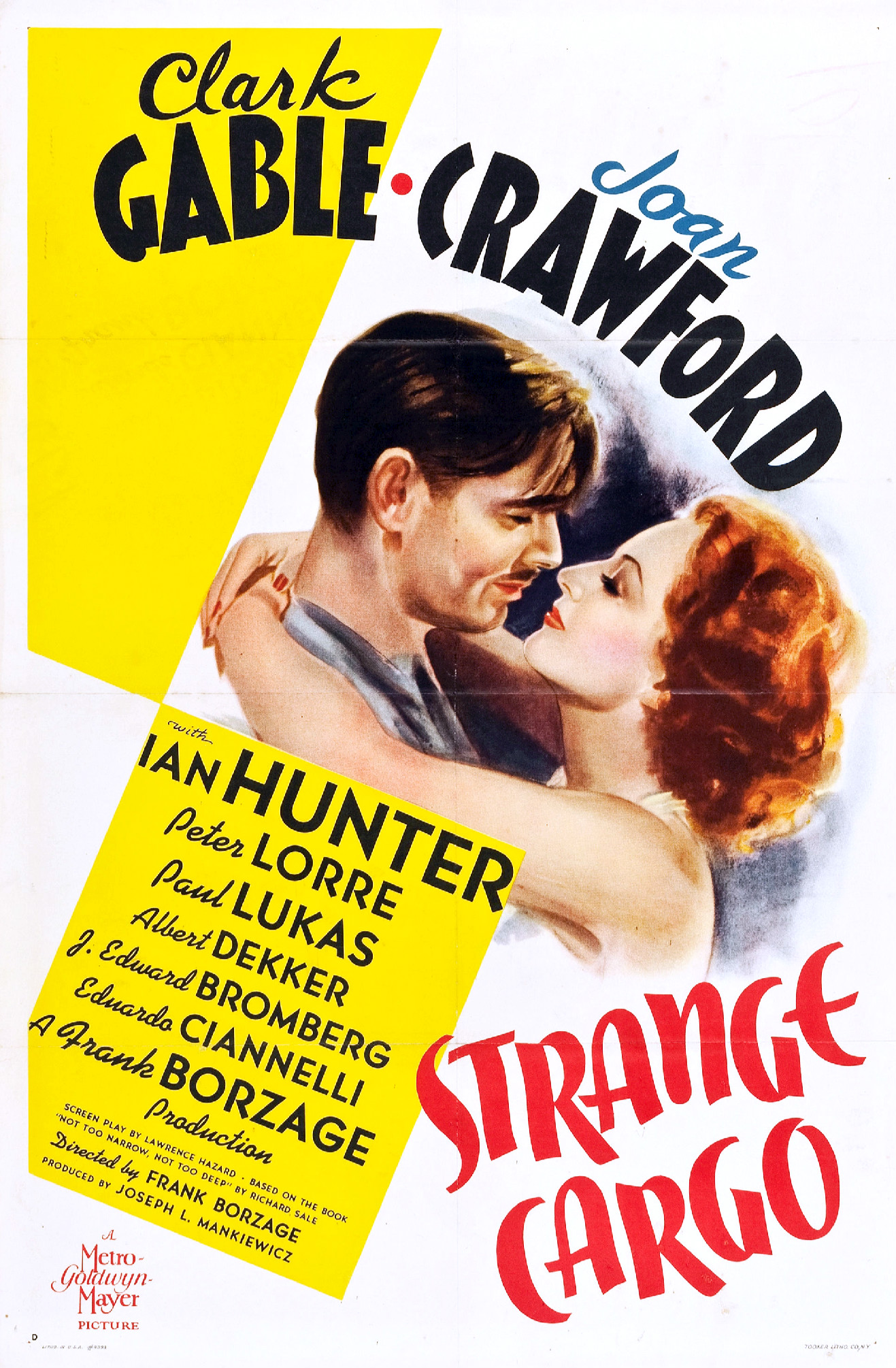
Le Cargo maudit (1940).

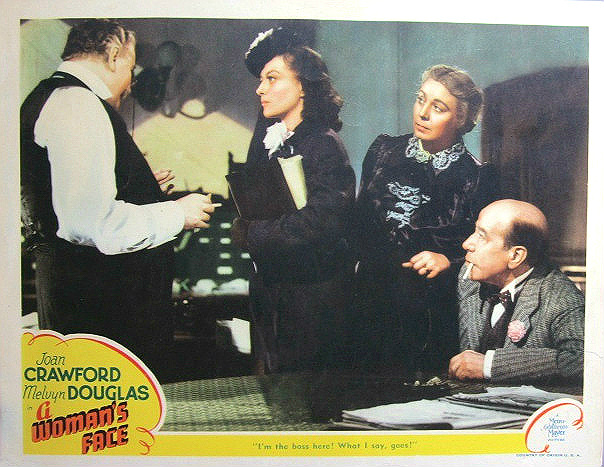
Il était une fois (1941).

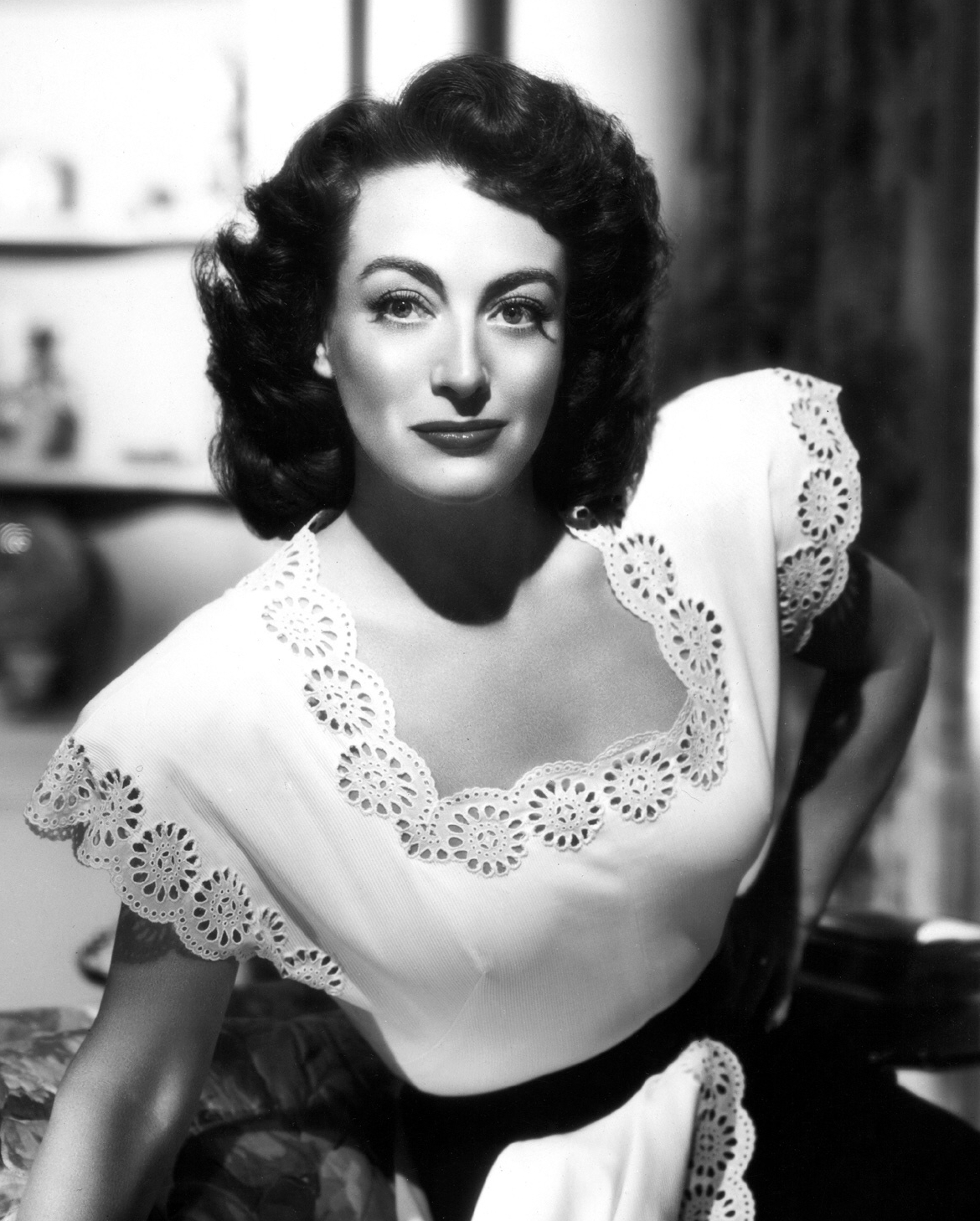
Humoresque (1946).

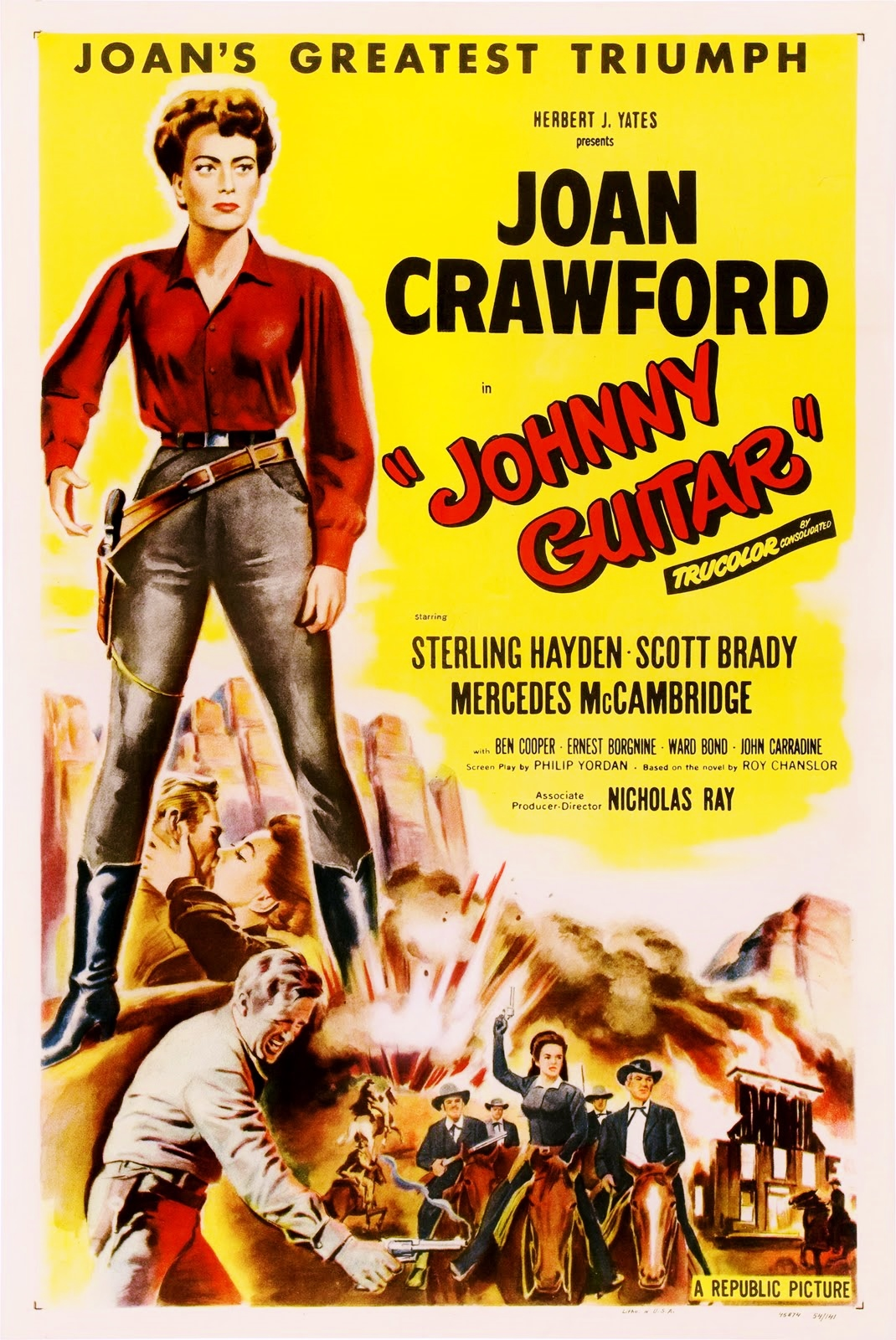
Johnny Guitare (1954).

### Cinéma

#### Années 1920
- 1925 : Les Cadets de la mer (The Midshipman) de Christy Cabanne : conductrice du véhicule de police (non créditée)
- 1925 : Les Feux de la rampe (Pretty Ladies) de Monta Bell : Bobby (sous le nom de Lucille Le Sueur)
- 1925 : La Dame de la nuit (Lady of the Night) de Monta Bell
- 1925 : Une femme sans mari (A Slave of Fashion) de Hobart Henley : Mannequin (non créditée)
- 1925 : La Veuve joyeuse (The Merry Widow) d'Erich von Stroheim (non créditée)
- 1925 : The Circle de Frank Borzage : Lady Catherine
- 1925 : Vieux Habits, Vieux Amis (Old Clothes) d'Edward F. Cline : Mary Riley
- 1925 : Poupées de théâtre (Sally, Irene and Mary) d'Edmund Goulding : Irene
- 1925 : The Only Thing de Jack Conway (non créditée)
- 1926 : Plein les bottes (Tramp, Tramp, Tramp) de Harry Edwards : Betty Burton
- 1926 : Le Balourd (The Boob) de William A. Wellman : Jane
- 1926 : Paris de Edmund Goulding : une fille
- 1927 : Les Écumeurs du Sud (Winners of the Wilderness) de W. S. Van Dyke : Renée Contrecœur
- 1927 : Taxi-girl (The Taxi Dancer) de Harry F. Millarde : Joslyn Poe
- 1927 : Le Dernier Refuge (The Understanding Heart) de Jack Conway : Monica Dale
- 1927 : L'Inconnu (The Unknown) de Tod Browning : Estellita ou Nanon
- 1927 : Le Bateau ivre (Twelve Miles Out) de Jack Conway : Jane
- 1927 : Le Temps des cerises (Spring Fever) d'Edward Sedgwick : Allie Monte
- 1927 : L'Irrésistible (West Point) d'Edward Sedgwick : Betty Channing
- 1927 : La Mauvaise Route (The Law of the Range) de William Nigh : Betty Dallas
- 1928 : Rose-Marie de Lucien Hubbard : Rose-Marie
- 1928 : Un soir à Singapour (Across to Singapore) de William Nigh : Priscilla Crowninshield
- 1928 : La Prison du cœur (Four Walls) de William Nigh : Frieda
- 1928 : Les Nouvelles Vierges (Our dancing daughters), de Harry Beaumont : Diana Medford
- 1928 : Cœur de tzigane (Dream of Love) de Fred Niblo : Adrienne Lecouvreur
- 1929 : Hollywood chante et danse (The Hollywood Revue of 1929) de Charles Reisner : elle-même
- 1929 : La Tournée du grand duc (The Duke Steps Out) de James Cruze : Susie
- 1929 : Jeunes filles modernes (Our Modern Maidens) de Jack Conway : Billie Brown
- 1929 : Indomptée (Untamed) de Jack Conway : Alice « Bingo » Dowling

#### Années 1930
- 1930 : Great Day de Harry Beaumont
- 1930 : Montana Moon de Malcolm St. Clair : Joan « Montana » Prescott
- 1930 : Cœurs impatients (Our Blushing Brides), de Harry Beaumont : Geraldine « Gerry » March
- 1930 : Il faut payer (Paid), de Sam Wood : Mary Turner
- 1931 : La Pente (Dance fools, danse) de Harry Beaumont : Bonnie
- 1931 : Les Bijoux volés (The Slippery Pearls) de William C. McGann : caméo
- 1931 : La Pécheresse (Laughing sinners) de Harry Beaumont : Ivy Stevens
- 1931 : Aimer, rire, pleurer (This Modern Age) de Nick Grinde : Valentine Winters
- 1931 : Fascination (Possessed) de Clarence Brown : Marian Martin
- 1932 : Grand Hotel d'Edmund Goulding : Flaemmchen
- 1932 : Captive (Letty Lynton) de Clarence Brown : Letty Lynton
- 1932 : Pluie (Rain) de Lewis Milestone : Sadie Thompson
- 1933 : Après nous le déluge (Today We Live) de Howard Hawks : Diana Boyce-Smith
- 1933 : Le Tourbillon de la danse (Dancing Lady) de Robert Z. Leonard : Janie Barlow
- 1934 : Vivre et aimer (Sadie McKee) de Clarence Brown : Sadie McKee
- 1934 : La Passagère (Chained) de Clarence Brown : Diane Lovering
- 1934 : Souvent femme varie (Forsaking all others) de W. S. Van Dyke : Mary Clay
- 1935 : La Femme de sa vie (No more ladies) de George Cukor et Edward H. Griffith : Marcia Townsend
- 1935 : Vivre sa vie (I Live My Life) de W. S. Van Dyke : Kay Bentley/Ann Morrison
- 1936 : L'Enchanteresse (The Gorgeous Hussy) de Clarence Brown : Margaret O'Neal Eaton
- 1936 : Loufoque et Cie (Love on the Run) de W. S. Van Dyke : Sally Parker
- 1937 : La Fin de Mme Cheyney (The Last of Mrs Cheyney) de Richard Boleslawski : Fay Cheyney
- 1937 : L'Inconnue du palace (The Bride Wore Red) de Dorothy Arzner : Anni Pavlovitch
- 1937 : Mannequin (Mannequin) de Frank Borzage : Jessie Cassidy
- 1938 : L'Ensorceleuse (The Shining Hour) de Frank Borzage : Olivia « Maggie » Riley Linden
- 1939 : La Féerie de la glace (Ice Follies of 1939) de Reinhold Schünzel : Mary McKay
- 1939 : Femmes (The Women) de George Cukor : Crystal Allen

#### Années 1940
- 1940 : Le Cargo maudit (Strange cargo) de Frank Borzage : Julie
- 1940 : Suzanne et ses idées (Susan and God) de George Cukor : Susan Trexel
- 1941 : Il était une fois (A woman's face) de George Cukor : Anna Holm
- 1941 : Duel de femmes (When Ladies meet) de Robert Z. Leonard : Mary « Minnie » Howard
- 1942 : Embrassons la mariée (They All Kissed the Bride) de Alexander Hall : Margaret J. Drew
- 1942 : Quelque part en France (Reunion in France) de Jules Dassin : Michelle de la Becque
- 1943 : Un espion a disparu (Above suspicion) de Richard Thorpe : Frances Myles
- 1944 : Hollywood Canteen de Delmer Daves : cameo
- 1945 : Le Roman de Mildred Pierce (Mildred Pierce) de Michael Curtiz : Mildred Pierce Beragon
- 1946 : Humoresque de Jean Negulesco : Helen Wright
- 1947 : Femme ou Maîtresse (Daisy Kenyon) d'Otto Preminger : Daisy Kenyon
- 1947 : La Possédée (Possessed) de Curtis Bernhardt : Louise Howell Graham
- 1949 : Boulevard des passions (Flamingo Road) de Michael Curtiz : Lane Bellamy
- 1949 : Les Travailleurs du chapeau (It's a Great Feeling) de David Butler : elle-même

#### Années 1950
- 1950 : L'Esclave du gang (The Damned Don't Cry) de Vincent Sherman : Ethel Whitehead/Lorna Hansen
- 1950 : La Perfide (Harriet Craig) de Vincent Sherman : Harriet Craig
- 1951 : La Flamme du passé (Good bye my fancy) de Vincent Sherman : Agatha Reed
- 1952 : La Reine du hold-up (This Woman Is Dangerous) de Felix E. Feist : Elizabeth Austin
- 1952 : Le Masque arraché (Sudden fear) de David Miller : Myra Hudson - également productrice exécutive
- 1953 : La Madone gitane (Torch Song) de Charles Walters : Jenny Stewart
- 1954 : Johnny Guitare (Johnny Guitar) de Nicholas Ray : Vienna
- 1955 : La Maison sur la plage (Female on the beach) de Joseph Pevney : Lynn Markham
- 1955 : Une femme diabolique (Queen bee) de Ranald MacDougall : Eva Phillips
- 1956 : Feuilles d'automne (Autumn leaves) de Robert Aldrich : Millicent Wetherby
- 1957 : Le Scandale Costello (The Story of Esther Costello) de David Miller : Margaret Landi
- 1959 : Rien n’est trop beau (The Best of everything) de Jean Negulesco : Amanda Farrow

#### Années 1960
- 1962 : Qu'est-il arrivé à Baby Jane ? (What Ever Happened to Baby Jane?) de Robert Aldrich : Blanche Hudson
- 1963 : La Cage aux femmes (The Caretakers) de Hall Bartlett : Lucretia Terry
- 1964 : Della de Robert Gist : Della Chappell
- 1964 : La Meurtrière diabolique (Strait jacket) de William Castle : Lucy Harbin
- 1965 : Tuer n'est pas jouer (I Saw What You Did) de William Castle : Amy Nelson
- 1967 : Tueurs au karaté (The Karate Killers) de Barry Shear : Amanda True (images d'archives)
- 1968 : Le Cercle de sang (Berserk) de Jim O'Connolly : Monica Rivers

#### Années 1970
- 1970 : Trog de Freddie Francis : Dr. Brockton
- 1974 : Il était une fois Hollywood (That's Entertainement Part I) de Jack Haley Jr
- 1976 : Hollywood, Hollywood (That's Entertainment, Part II) de Gene Kelly

### Télévision

#### Téléfilms et documentaires
- 1959 : Woman on the Run : Susan Conrad
- 1961 : The Foxes : Millicent Fox
- 1962 : Lykke og krone (documentaire)
- 1964 : The Big Parade of Comedy (documentaire)
- 1969 : Journey to the Unknown : présentatrice
- 1969 : Night Gallery :  Claudia Menlo
- 1971 : Journey to Murder : présentatrice
- 1972 : Beyond the Water's Edge : Allison Hayes
- 1972 : Hollywood: The Dream Factory (documentaire)
- 1977 : That's Action (documentaire)

#### Séries télévisées
- 1953 : The Revlon Mirror Theater : Margaret Hughes (1 épisode)
- 1954-1959 : General Electric Theater : Mary, Ruth Marshall, Ann Howard (3 épisodes)
- 1959 - 1961 : Zane Grey Theater (de) : Stella Faring / Sarah/Melanie Davidson Hobbes (2 épisodes)
- 1961 : Zane Grey Theater : invitée mystère (1 épisode)
- 1962 : Your First Impression : invitée mystère (1 épisode)
- 1963 : Route 66 : Morgan Harper (1 épisode)
- 1967 : Des agents très spéciaux (The Man from UNCLE) : Amanda True' (1 épisode)
- 1968 : The Secret Storm : Joan Borman Kane (5 épisodes)
- 1970 : Le Virginien : Stephanie White (1 épisode)
- 1971 : Les Règles du jeu (The Name of the Game) : l'administratrice (1 épisode)
- 1972 : Le Sixième Sens : Joan Fairchild (1 épisode)

## Distinctions

### Récompenses
- Golden Apple Awards 1945 : Golden Apple
- National Board of Review 1945 : meilleure actrice pour Le Roman de Mildred Pierce

- Golden Apple Awards 1946 : Golden Apple
- Oscars 1946 : meilleure actrice pour Le Roman de Mildred Pierce

- Laurel Awards 1953 : Golden Laurel de la meilleure actrice pour Le Masque arraché

- Laurel Awards 1954 : Golden Laurel de la meilleure actrice pour La Madone gitane

- Golden Globes 1970 : Cecil B. DeMille Award

### Nominations
- New York Film Critics Circle Awards 1946 : meilleure actrice lors des pour Le Roman de Mildred Pierce

- Oscars 1948 : meilleure actrice pour La Possédée

- Golden Globes 1953 : meilleure actrice pour Le Masque arraché
- Oscars 1953 : meilleure actrice pour Le Masque arraché

- Golden Globes 1955 : Cecil B. DeMille Award

- BAFA 1964 : meilleure actrice étrangère pour Qu'est-il arrivé à Baby Jane ?

- Laurel Awards 1966 : Golden Laurel